# スヴェリル・グドナソン
スヴェリル・グドナソン（スウェーデン語: Sverrir Gudnason、アイスランド語: Sverrir Guðnason、1978年9月12日 - ）はスウェーデンの俳優。スベリル・グドナソンとも表記される。

## 略歴
スウェーデンに留学中だったアイスランド人の両親の間にスコーネ県ルンドで生まれ、アイスランドで育ち、11歳の時に首都レイキャヴィークの舞台で俳優デビューするが、12歳の時にスウェーデン王立工科大学の教授となった父に付いて家族でスウェーデンのストックホルムに移り、ティーレソーの学校に通うようになる。
18歳ころからスウェーデンのテレビドラマで本格的に俳優として活動を開始し、スウェーデンを中心に数多くの映画やドラマに出演している。
2013年の映画『ストックホルムでワルツを』で第49回ゴールデン・ビートル賞の助演男優賞を受賞する。
2014年の映画『Flugparken』で第50回ゴールデン・ビートル賞の主演男優賞を受賞するとともに、同賞の助演男優賞に『Gentlemen』でノミネートされる。
2017年の映画『ボルグ/マッケンロー 氷の男と炎の男』でプロテニスプレイヤーのビヨン・ボルグを演じ、第53回ゴールデン・ビートル賞の主演男優賞にノミネートされる。
ベストセラー小説『ミレニアム』3部作の続編を原作とした2018年の映画『蜘蛛の巣を払う女』でミカエル・ブルムクヴィスト役に抜擢されたことで世界的に注目される。

## 主な出演作品
- ディープ・ウォーター Mörkt vatten (2012) ※日本劇場未公開
- ストックホルムでワルツを Monica Z (2013)
- ボルグ/マッケンロー 氷の男と炎の男 Borg McEnroe (2017)
- 蜘蛛の巣を払う女 The Girl in the Spider's Web (2018)
- フォーリング 50年間の想い出 Falling (2020)